# Deutsche Rassekatzen-Union
Die Deutsche Rassekatzen-Union e.V. mit Sitz in Köln (Abkürzung: D.R.U., in Fachkreisen „Die Dru“) ist ein Verein zur Förderung der Katze in Deutschland und laut eigenen Angaben einer der größten Verbände dieser Art in Europa.

## Hintergrund
Am 26. April 1970 gründeten unter der Protektion des damaligen Kölner Zoodirektors Windecker einige Katzenfreunde die Deutsche Rassekatzen-Union e.V. Schon kurze Zeit später konnte Windecker als Ehrenpräsident gewonnen werden, der dann auch den 1. Int. Rassekatzen-Salon im Kölner Zoo sponserte. Inzwischen trägt die Ausstellung den Namen Intercat. In enger Anlehnung an den GCCF in England fand bei dieser Ausstellung schon die Einteilung der Rassen in Langhaar, Kurzhaar und, neu für die Bundesrepublik, Siam statt. Der Begriff Edelkatze wird von der Deutsche Rassekatzen-Union abgelehnt, weil jede Katze per Natura edel ist. Die Begriffsbestimmung erfolgt in Hauskatze (Zufallsvermehrung) und Rassekatze (planvolle Zucht).

## Neuerungen
Erlass der ersten Zucht-, Ausstellungs- und Richterregeln,
Einführung des Begriffs Ahnentafel (anstelle Stammbaum) für den Abstammungsnachweis,
als erster Katzenverband ein eigenes Logo,
das offene Richten auf Ausstellungen (Aussteller und Besucher können das Richten verfolgen),
die Nennung der Richter bereits mit Bekanntgabe der Ausstellungsbedingungen,
die Stellweise der Katzen nach Besitzern (nicht nach Rassen und Farben),
die Einführung der Titel Europa Champion und Europa Premior.

## Aufgaben
Ziel des Vereins ist die Förderung der Rassekatze in Deutschland. Die Führung eines Zuchtbuchs und die Durchführung von internationalen Ausstellungen als Schönheitswettbewerbe. Bedingt durch die Vielzahl an Vereinen mit eigenen oftmals fragwürdigem Reglement hat die D.R.U. beschlossen, Ausstellungen bis auf weiteres nicht mehr zu veranstalten.